# Route départementale 135 (Yvelines)
Pour les articles homonymes, voir Route 135.
La route départementale 135 ou D135 est une route du département des Yvelines reliant, d'une part, le centre de Saint-Cyr-l'École et en deçà Versailles et, d'autre part, le plateau d'Arcy et au-delà les communes avoisinantes.
Cette route porte le nom de rue Marat et est bordée, sur son côté nord, par le parc forestier du Bois Cassé.

## Itinéraire
Dans le sens est-ouest, les communes traversées sont :
- Saint-Cyr-l'École, où la D135 commence à partir de la route départementale 10 (Viroflay - Montigny-le-Bretonneux), pratiquement à la fin de l'agglomération.
- Montigny-le-Bretonneux où la route sert de limite communale avec Saint-Cyr, passage devant l'Institut aérotechnique et ses souffleries pour études aérodynamiques
- Bois-d'Arcy, en limite communale avec Montigny-le-Bretonneux pour les 50 derniers mètres et jonction avec la route départementale 129 (Saint-Cyr-l'École l'Épi d'Or - Bois-d'Arcy).